# فراری (فیلم ۱۳۴۶)
فراری فیلمی به کارگردانی  و نویسندگی عباس کسایی محصول سال ۱۳۴۶ است. ضمنا این فیلم اولین کار جمشید آریا (جمشید هاشم‌پور) در سمت یک بدل‌کار است.

## خلاصه داستان
«عبدالله» به اتهام قتل «حسین» محکوم به مرگ می‌شود اما در یک فرصت می‌گریزد. او شهرهای متعددی را زیر پا می‌گذارد و سرانجام در آبادان نشانه‌ای از حسین پیدا کرده و درمی یابد که او زنده است و مخفیانه زندگی می‌کند. عبدالله پلیس را از ماوقع مطلع کرده و بدین ترتیب از مرگ نجات پیدا می‌کند.

## بازیگران
- فرشید فرزان
- شهین
- فریبا خاتمی
- مهین دیهیم
- محسن آراسته
- اکبر هاشمی
- حسین اشراق
- فریده
- فیروز
- حسن رضایی
- نریمان
- عباس مهردادیان
- غلامرضا سرکوب
- جمشید آریا